# ميخائيل كولينز (لاعب كرة قاعدة)
ميخائيل كولينز (بالإنجليزية: Michael Collins)‏ هو لاعب كرة قاعدة أسترالي، ولد في 18 يوليو 1984 في كانبرا في أستراليا.

## وصلات خارجية
- ميخائيل كولينز على موقع دوري كرة القاعدة الرئيسي (الإنجليزية)
- ميخائيل كولينز على موقعبيزبول رفرنس.كوم (الدوري الثانوي) (الإنجليزية)
- ميخائيل كولينز على موقع مشجعي الرسوم البيانية (الإنجليزية)